# Lawrence Pius Dorairaj
Lawrence Pius Dorairaj (* 14. Juni 1954 in Chennai, Tamil Nadu, Indien) ist ein indischer Geistlicher und römisch-katholischer Bischof von Dharmapuri.

## Leben
Lawrence Pius Dorairaj empfing am 28. Dezember 1981 die Priesterweihe.
Papst Johannes Paul II. ernannte ihn am 28. November 1998 zum Titularbischof von Absa Salla und Weihbischof in Madras-Mylapore. Die Bischofsweihe spendete ihm der Erzbischof von Madras-Mylapore, James Masilamony Arul Das, am 21. Februar 1999; Mitkonsekratoren waren Ambrose Mathalaimuthu, Bischof von Coimbatore, und Malayappan Chinnappa SDB, Bischof von Vellore.
Papst Benedikt XVI. ernannte ihn am 13. Januar 2012 zum Bischof von Dharmapuri. Vom 9. März 2020 bis 4. August 2021 war Dorairaj zudem Apostolischer Administrator des vakanten Bistums Salem.